# Tottenham
Tottenham (wym. /ˈtɒtᵊnəm/) – dzielnica Londynu, położona w północnej części miasta, na terenie gminy Haringey. Dzielnica jest jednym z najbardziej zróżnicowanych etnicznie miejsc w Wielkiej Brytanii i charakteryzuje się wysokimi wskaźnikami bezrobocia i ubóstwa.
W dzielnicy znajduje się stadion klubu piłkarskiego Tottenham Hotspur F.C. – Tottenham Hotspur Stadium, a także Cmentarz Tottenham.
Urodziła się tutaj wokalistka Adele, a owa dzielnica jest tytułowym miastem chwały w napisanym przez nią utworze Hometown Glory.
W Tottenhamie, przy 7 Bruce Grove mieszkał Luke Howard, twórca współczesnego nazewnictwa chmur. Na budynku będącym zabytkiem II klasy znajduje się jedyna w dzielnicy niebieska tablica, zaś pomimo planów renowacji ten zbudowany w stylu georgiańskim dom miejski jest w tak złym stanie, że w 2015 Tottenham Civic Society zgłosiło publiczną petycję do właściciela o ratowanie budynku przed zawaleniem.

## Transport
Dzielnica obsługiwana jest przez dwie linie metra: Piccadilly (stacja Turnpike Lane) oraz Victoria (stacje Seven Sisters i Tottenham Hale). Dodatkowo przez Tottenham przebiega linia Gospel Oak – Barking (stacja South Tottenham), należąca do London Overground. W dzielnicy znajduje się pięć stacji kolejowych zarządzanych przez National Rail: Seven Sisters, Tottenham Hale (wspólne z metrem), Bruce Grove, White Hart Lane i Northumberland Park.